# Bandklotspindel
Bandklotspindel (Anelosimus vittatus) är en spindelart som först beskrevs av Carl Ludwig Koch 1836.  Bandklotspindel ingår i släktet Anelosimus och familjen klotspindlar. Arten är reproducerande i Sverige. Inga underarter finns listade.